# Crispin Bonham-Carter
Crispin Daniel Bonham-Carter (* 23. September 1969 in Colchester, Essex) ist ein britischer Englisch- und Lateinlehrer sowie ehemaliger Schauspieler und Theaterregisseur.

## Leben
Crispin Bonham-Carter wurde 1969 als Sohn von Peter Malcolm Bonham-Carter und Clodagh Greenwood in Colchester geboren und besuchte unter anderem das in Schottland gelegene Glenalmond College. Sein Vater ist ein Cousin dritten Grades der Schauspielerin Helena Bonham Carter. Nach seinem Abschluss in Klassischer Altertumswissenschaft an der University of St Andrews im Jahr 1992 spielte Crispin Bonham-Carter eine kleine Nebenrolle in der britischen Literaturverfilmung Wiedersehen in Howards End (1992). Daraufhin trat er vor allem im britischen Fernsehen auf, wie etwa 1993 neben Ewan McGregor und Rachel Weisz in dem Fernsehmehrteiler Scarlet and Black, spielte nebenher aber auch Theater und führte dort Regie.
Internationale Bekanntheit erlangte er als liebenswerter Mr. Bingley in dem BBC-Fernsehmehrteiler Stolz und Vorurteil (1995) an der Seite von Jennifer Ehle und Colin Firth. Ab 2001 war er auch in US-amerikanischen Fernsehserien zu sehen, so z. B. in Relic Hunter – Die Schatzjägerin und Emergency Room – Die Notaufnahme. Im Jahr 2001 hatte er zudem einen Auftritt im Musikvideo des Songs Uptown Girl der irischen Band Westlife.
Im Jahr 2006 beendete Bonham-Carter, der eigentlich Lehrer werden wollte, seine Schauspiel- und Regiekarriere. Von 2007 bis 2008 ließ er sich am Londoner Institute of Education zum Lehrer ausbilden. Anschließend arbeitete er zehn Jahre lang als Englisch- und Lateinlehrer an der Alexandra Park School, einer Gesamtschule im Norden Londons. Seit 2019 fungiert er als stellvertretender Leiter der im Jahr 1573 gegründeten Queen Elizabeth’s School, einer weiterführenden Schule für Jungen im London Borough of Barnet.
Bonham-Carter ist seit 1996 mit der Lehrerin Katherine Julian Dawnay verheiratet, die er an der University of St Andrews kennengelernt hatte. Gemeinsam hat das Paar vier Söhne, die 1997, 1999, 2002 und 2006 zur Welt kamen.

## Filmografie (Auswahl)
- 1992: Wiedersehen in Howards End (Howards End)
- 1993: Scarlet and Black (TV-Mehrteiler)
- 1994: Honey for Tea (TV-Serie, vier Folgen)
- 1995: Full Throttle (TV-Film)
- 1995: Stolz und Vorurteil (Pride and Prejudice) (TV-Mehrteiler)
- 1995: Annie: A Royal Adventure! (TV-Film)
- 1996: Highlander (TV-Serie, eine Folge)
- 1997: Rag Nymph (TV-Miniserie)
- 1998: Game-On (TV-Serie, fünf Folgen)
- 1998: Basils Liebe (Basil)
- 1998: Sturmhöhe (Wuthering Heights) (TV-Film)
- 1999: Coronation Street: After Hours (TV-Serie, sechs Folgen)
- 2001: Bridget Jones – Schokolade zum Frühstück (Bridget Jones’s Diary)
- 2001: Victoria & Albert (TV-Film)
- 2001: Absolutely Fabulous (TV-Serie, eine Folge)
- 2001–2002: Relic Hunter – Die Schatzjägerin (Relic Hunter) (TV-Serie, zwei Folgen)
- 2002: Emergency Room – Die Notaufnahme (ER) (TV-Serie, eine Folge)
- 2002: Projekt Machtwechsel (The Project) (TV-Film)
- 2003: Peter in Paradise (TV-Film)
- 2004: Auf Wiedersehen, Pet (TV-Serie, zwei Folgen)
- 2004: Rosemary & Thyme (TV-Serie, eine Folge)
- 2006: Ghostboat (TV-Film)
- 2006: The Impressionists (TV-Miniserie)
- 2006: James Bond 007: Casino Royale (Casino Royale)

## Theater (Auswahl)
Als Darsteller
- 1994: Pygmalion von George Bernard Shaw – als Freddie Eynsford-Hill, Nottingham
- 1998: Der Menschenfeind (Le Misanthrope ou l’Atrabilaire amoureux) von Molière – Peter Hall Company, Clitandre

Als Regisseur
- 1999: Four Dogs and a Bone von John Patrick Shanley – Etcetera Theater Club
- 2000: Gamblers – Camden People’s Theatre
- 2001: Der Teufel und der liebe Gott (Le Diable et le Bon Dieu) von Jean-Paul Sartre – Young Vic Theatre
- 2002: Elektra von Sophokles – British American Drama Academy
- 2002: Nicholas Nickleby nach Charles Dickens – Rose Bruford College
- 2002: Mother Clap’s Molly House von Mark Ravenhill – Royal National Theatre und West End
- 2003: Hedgehog Play – East 15 Acting School
- 2003: Major Barbara von George Bernard Shaw – Webber Douglas Academy of Dramatic Art
- 2003: Translations von Brian Friel – Webber Douglas Academy of Dramatic Art
- 2003: Der kaukasische Kreidekreis von Bertolt Brecht – Mountview Academy of Theatre Arts
- 2003: Stealing Sweets and Punching People von Phil Porter – Latchmere Theatre, London
- 2004: Edible Oils and Fats von Phil Porter – East 15 Acting School
- 2004: One Glass Wall von Danusia Iwaszko – Bridewell Theatre, London
- 2005: The Wooden Breeks von Glen Berger – East 15 Acting School
- 2005: The Holes in My Skin – Operating Theatre Company und East 15 Acting School
- 2005: Deja Vu von John Osborne – Operating Theatre Company